# Fix AB

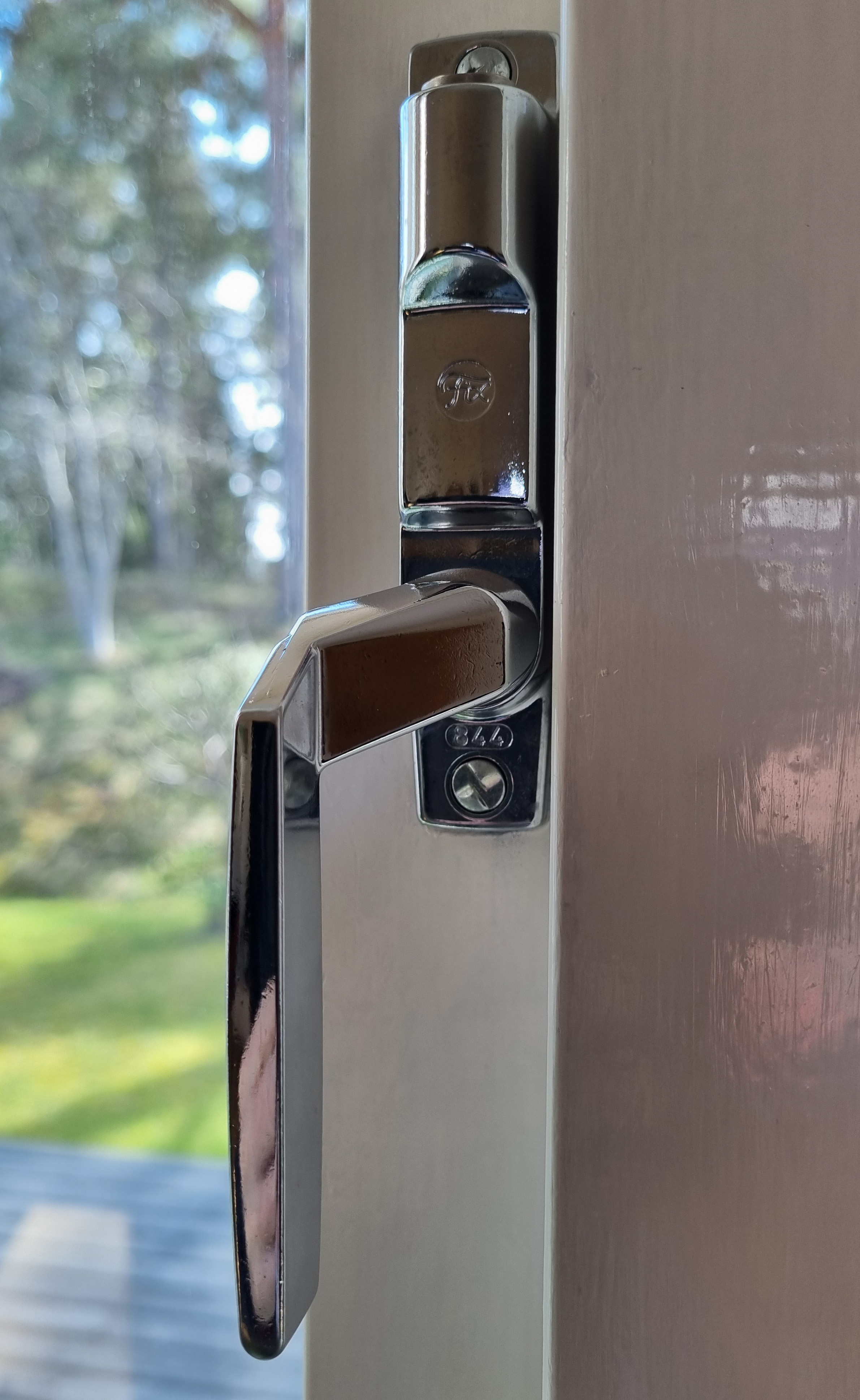
Fix-spanjolettlås, dess handtag nr 844, inmonterad i ett fönster år 1992. Foto från april 2025.

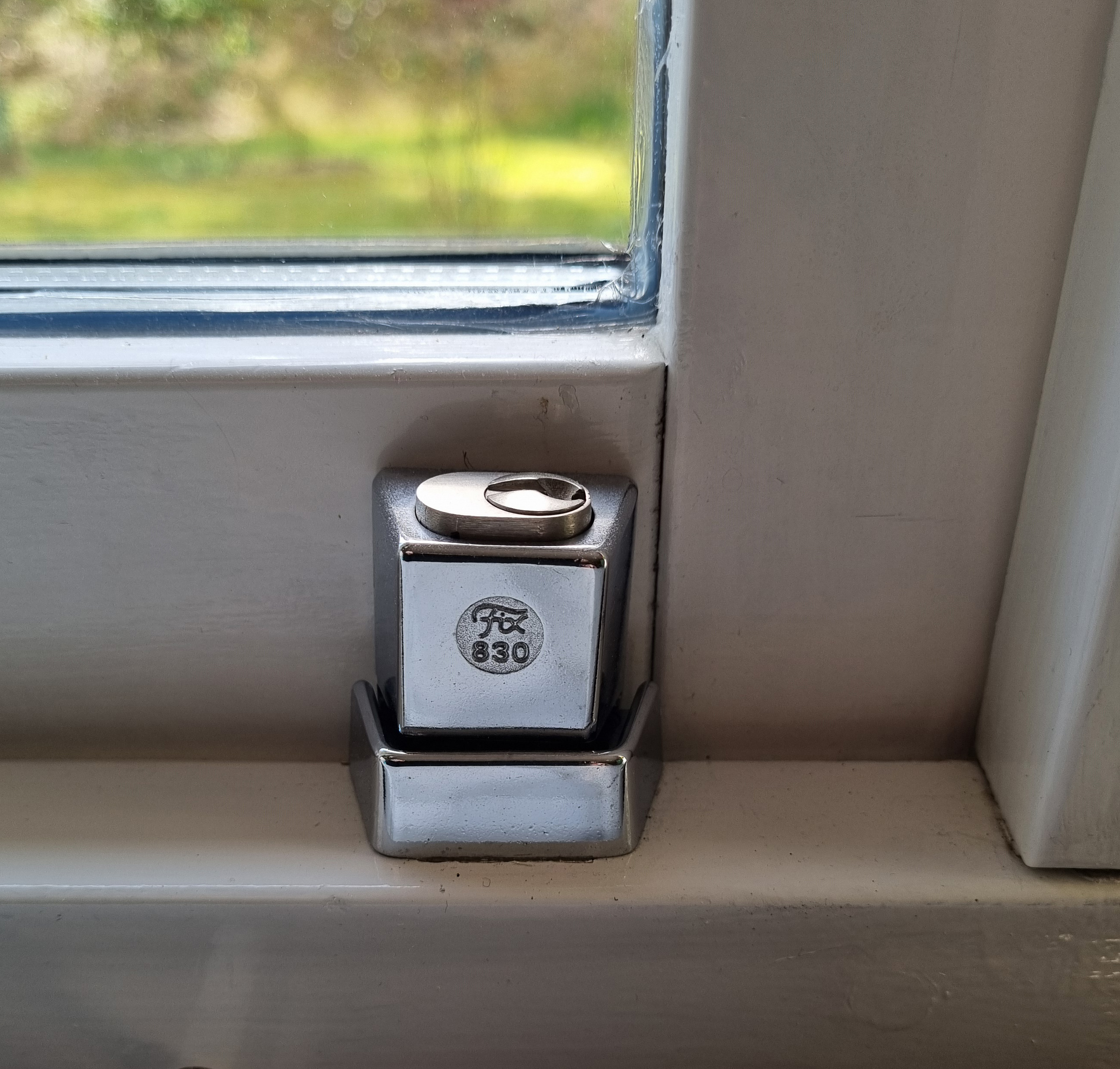
Fix-fönsterlås nr 830 för karm, monterat i ett fönster i maj 1992. Foto april 2025.

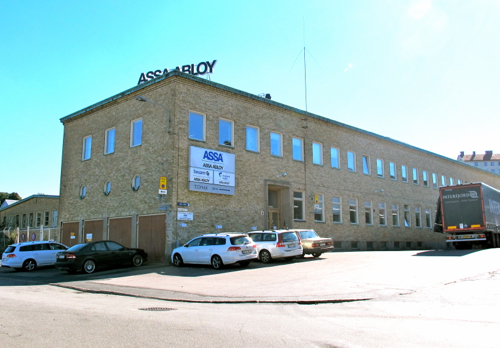
Assa Abloy på Bruksgatan i Majorna i Göteborg. Tidigare Fixfabriken.

Fix AB var en svensk tillverkare av spanjoletter och  andra fönster-/dörrbeslag i Majorna i Göteborg. Fix är idag en del av Assa OEM AB sedan Assa Industri AB, Fix AB och AB Fas Låsfabrik slogs samman 2007.

## Historia

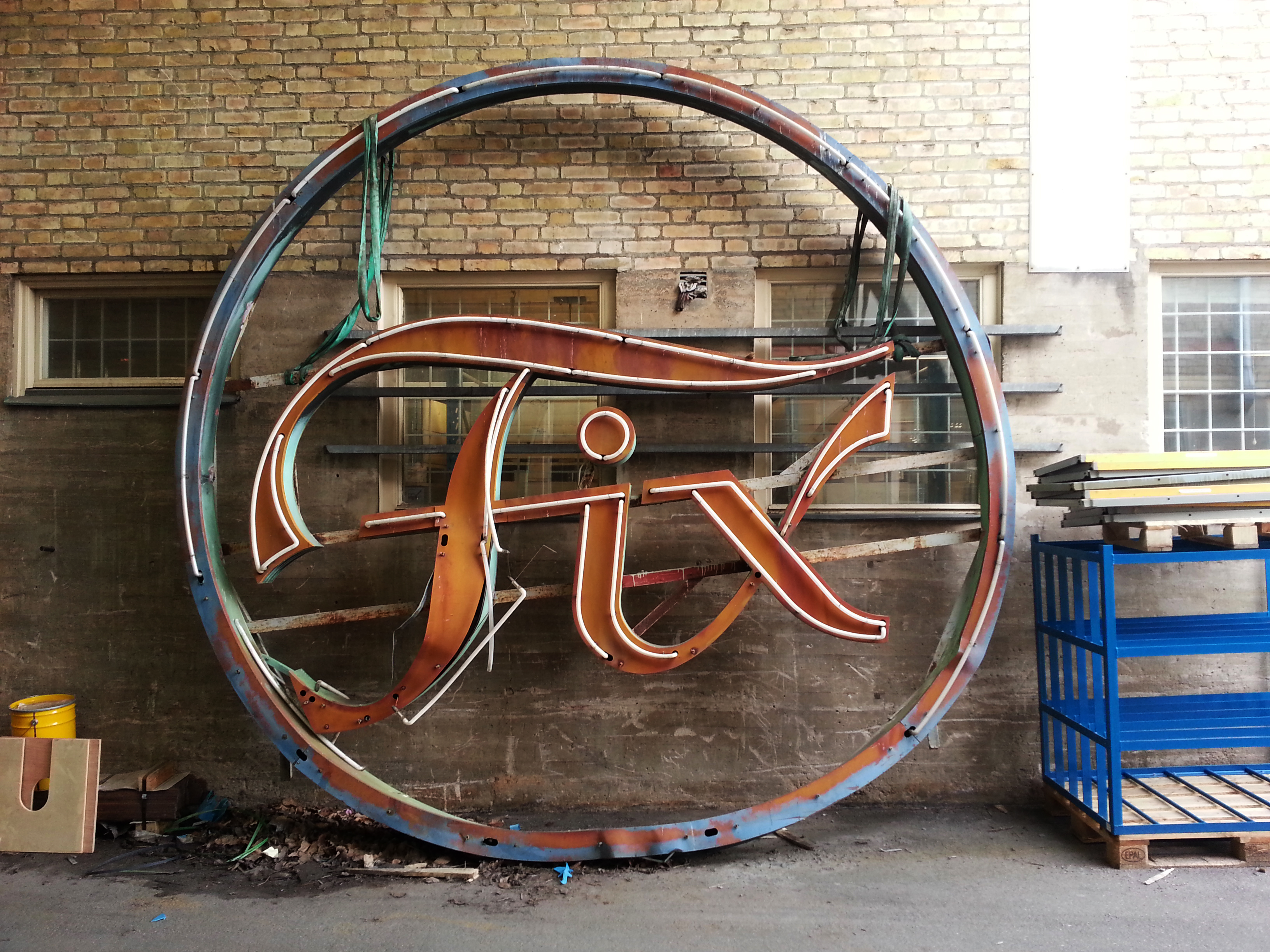
Fixskylten nedplockad och sliten, men bevarad för framtiden.

Fixfabriken skapades utifrån Firma Hj. Petersson & Co där Sigurd Walter Bengtsson (1900–1993) anställdes 1921. Bengtsson arbetade med konstruktions- och patentfrågor. Han tog snart fram den patenterade Fix-spanjoletten. Företagets ägare Petersson omkom 1925 och Bengtsson utsågs då till prokurist och senare föreståndare. Verksamheten överläts 1925 i ett handelsbolag med namnet Fixfabriken Bengtsson & Co. med Bengtsson som delägare och chef.
Namnet Fix kom från järnhandlaren Gösta Tingström på Korsgatan som ville ha ett tydligt varumärke för försäljningens skull. Tingström hade under de första åren också ensamrätt på försäljningen av spanjoletterna. Bengtsson var född i Göteborg och hade sedan 1914 varit instrumentmakare och konstruktör hos instrumentfabriken Carlsson & Österberg i Göteborg. Han hade även utexaminerats från Chalmers tekniska institut 1922.
År 1928 bildades AB Espagnolettfabriken Fix i vilket Bengtsson blev verkställande direktör och 1938 ändrades namnet till AB Fixfabriken. Efter krigsutbrottet 1939 sjönk byggnadsverksamheten i Sverige kraftigt och därigenom efterfrågan på spanjoletter. Man blev därigenom tvingad att hitta andra verksamhetsområden och under denna tid blev tillverkningen av ammunitionsdetaljer åt den svenska krigsmakten en viktig del av AB Fixfabrikens produktion. När dessa beställningar 1945 kraftigt sjönk hade byggnadsverksamheten i Sverige ännu inte kommit i gång och fabriken startade då en omfattande produktion av strumpstickor, rundstickor och virkkrokar.

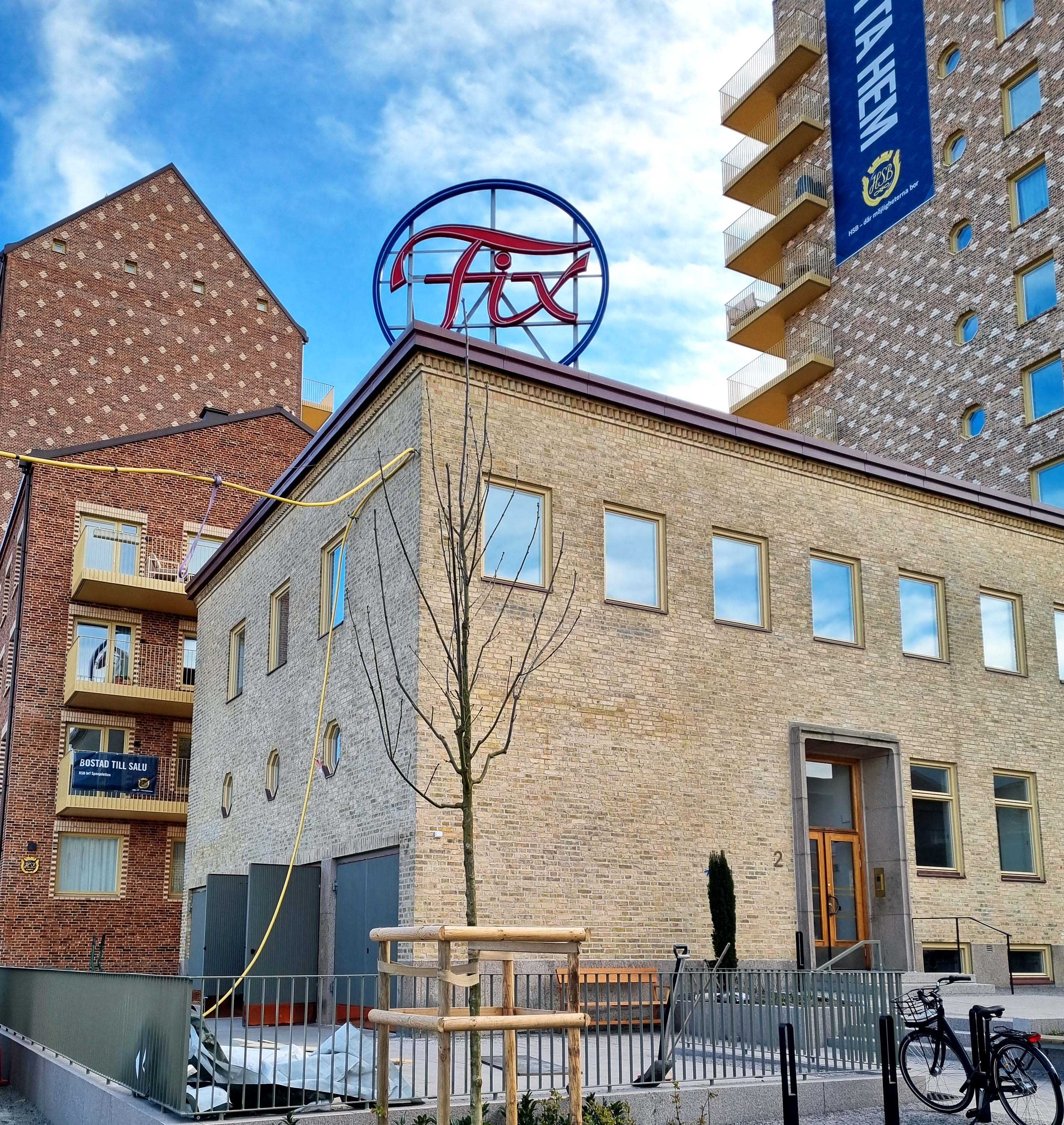
Fixskylten renoverad och uppsatt på samma hus igen, Bruksgatan 17. Nu heter kvarteret Spanjoletten och ingår i ett område med bostäder, kontor och restauranger som tidigare var Fix fabriksmark. Foto från april 2025.

Efterhand steg byggnadsverksamheten och därigenom kunde tillverkningen av Fixbeslag, det vill säga spanjoletter åter ökas.  År 1950 flyttade företaget in i nya lokaler på Bruksgatan i Majorna. Under många år var Fix neonskylt ett landmärke i denna del av Majorna. En ny produktgrupp blev dock från 1950 körriktningsvisare för olika typer av fordon under namnet Fixlight, bland annat den så kallade "takgöken", som under en tid användes på Volvo PV 444. När marknaden för dessa stagnerade under senare delen av 1950-talet kom nya produkter från AB Fixfabriken; 1958 presenterades paravanen "Surfing", vilken huvudsakligen blev en exportprodukt; under 1960-talet gick 80% på export, huvudsakligen till Frankrike, och 1960 introducerades produktgruppen Fixlock, vilken efterhand kom att bestå av ett stort sortiment av plastspännen till bland annat arbetskläder, sportkläder, väskor och ryggsäckar.
År 1983 sålde Bengtsson AB Fixfabriken till Birger Lindeblad, varefter företaget 1991 köptes av finländska Abloy Security Group och namnet blev Fix Abloy AB. Assa Abloy-koncernen bildas 1994 genom en sammanslagning av låsverksamheterna i finländska Metra och svenska Securitas. Fix Abloy delades 1995 upp i Fix AB, Abloy AB och VingCard AB och 2007 bildades Assa OEM genom sammanslagning av de tre bolagen Assa Industri AB, Fix AB och AB Fas Låsfabrik.
År 2012 sålde Assa OEM AB fabriken i Majorna till HSB Göteborg och Fastighets AB Balder med avsikt att omvandla industritomten och uppföra bostäder. Assa fortsatte med tillverkningsverksamheten i lokalerna till december 2015.

### Stadsbyggnadsprojektet Fixfabriken[11]
Efter uppköpet startades stadsbyggnadsprojektet Fixfabriken i samarbete mellan HSB Göteborg och fastighetsbolaget Balder och Göteborgs Stad. Projektets mål var att skapa ca 500 bostäder i området, och bygget påbörjades 2019. Området nominerades till Sveriges Arkitekters Planpris 2024. 

### Fixskylten
På Fixfabrikens tak satt en rund skylt med en diameter på 4 meter, och med texten Fix. I 62 år var skylten ett landmärke i Majorna och enligt HSB/Balder är det viktigt att skylten får leva kvar. I samband med köpet av Fix-AB:s fabrikslokaler fick konsortiet bakom projektet Fixfabriken kontroll över skylten och de får använda skylten fritt. I samband med Stadsbyggnadsprojektet Fixfabriken demonterades skylten 2012 för att renoveras.  Sedan 2024 är skylten tillbaks på sin gamla plats.